# Jakovljev Jak-60
Jakovljev Jak-60 (rus. Як-60) bi bila oznaka za eksperimentalni tandem supertežki transportni helikopter iz poznih 1960ih. Zgradili so samo model - nedelujoči prototip.
Konkuriral naj bi orjaškemu Mi-12. Imel bi dva velika tandem rotorja, vsakega bi poganjala dva 6500 nojska turbogredna motorja D-25VF. Imel bi štirikrat večjo tovorno sposobnost kot ameriški Boeing CH-47 Chinook. Kokpit bi bil podoben Jaku-24. Jak-60 bi bil bolj konvencionalen kot Mi-12, ki je imel transverzna rotorja.

## Tehnične specifikacije
- Posadka: 3
- Kapaciteta:* 42 ton tovora
- Dolžina:* 46 m (150 ft 0 in)
- Razpon:* 2x 35 m (115 ft 0 in)
- Prazna teža:* 55.000 kg (120.000 lb)
- Maks. vzletna teža:* 100.000 kg (220.000 lb)
- Motorji*: 4 X D-25VF turbogredni